# Lorenzo Bernardi
Lorenzo Bernardi (* 11. srpna 1968 Trento) je bývalý italský volejbalista a v současnosti trenér. S italskou reprezentací se jako hráč stal dvakrát mistrem světa (1990, 1994) a dvakrát mistrem Evropy (1989, 1995). Na MS 1994 a ME 1995 byl nejužitečnějším hráčem turnaje. Na olympijských hrách v Atlantě roku 1996 získal stříbro. V národním týmu působil v letech 1987-2001 a odehrál za něj 306 utkání. Významných úspěchů dosáhl i na klubové úrovni, čtyřikrát vyhrál Ligu mistrů, nejprestižnější klubovou soutěž Evropy (1990, 1995, 1999, 2000), v prvním případě s klubem Modena Volley, ve třech dalších s týmem Volley Treviso. Dvakrát též vyhrál druhou nejvýznamnější soutěž Pohár Evropské volejbalové konfederace (dříve Pohár vítězů pohárů), v letech 1986 a 1994, a čtyřikrát třetí nejprestižnější klubovou soutěž, Pohár Challenge (dříve Pohár Konfederace), v letech 1991, 1993, 1998, 2005. Spolu s Karchem Kiralym byl v roce 2001 vyhlášen Mezinárodní volejbalovou federací nejlepším volejbalistou 20. století a v roce 2011 byl uveden do její Síně slávy. V roce 2007 se vydal na dráhu volejbalového trenéra, nejvěších úspěchů dosáhl s polským klubem Jastrzębski Węgiel (2010–2014) a Sir Sicoma Colussi Perugia (2016–2019).